# آباندا (آلاباما)
آباندا (به انگلیسی: Abanda) شهرکی در شهرستان چمبرز، آلاباما است که مساحت آن ۷٫۸ کیلومترمربع است و در سرشماری سال ۲۰۱۰ میلادی، ۱۹۲ نفر جمعیت داشته و تراکم جمعیتی آن، ۲۴٫۶۲ در کیلومترمربع بوده‌است.